# Maxime Guillaume
En aviación, Maxime Guillaume (1888-?) fue un francés que patenta una pieza para turbojet en 1921.
La primera patente para el uso de una turbina de gas para alimentar una aeronave fue presentada en 1921 por el francés Maxime Guillaume. "patente no. 534.801" (presentó: 3 de mayo de 1921; emitida: 13 de enero de 1922). su motor era un turborreactor de flujo axial, pero nunca fue construido, como lo habría exigido.